# São Gabriel da Cachoeira
São Gabriel da Cachoeira is een gemeente in de Braziliaanse deelstaat Amazonas. De gemeente telt 41.885 inwoners (schatting 2009).
De plaats is zetel van het rooms-katholieke bisdom São Gabriel da Cachoeira.

## Aangrenzende gemeenten
De gemeente grenst aan Japurá en Santa Isabel do Rio Negro.

### Drielandenpunt
De gemeente grenst met als landsgrens aan de gemeente La Guadalupe, Pana Pana, Puerto Colombia en San Felipe in het departement Guainía en aan de gemeente Mitú, Pacoa en Yavaraté in het departement Vaupés met het buurland Colombia.
En met als landsgrens aan de gemeente Río Negro in de staat Amazonas met het buurland Venezuela.
Het drielandenpunt bevindt zich in de rivier de Rio Negro vlak boven de gemeenschap (Comunidade) van Cucuí.

## Taal
Sinds 2002 is het Nheengatu naast het Portugees een officiële taal in São Gabriel da Cachoeira.